# گوا بنیامین
گوا بنیامین ( عبری: גֶּבַע בִּנְיָמִין‎ )، همچنین به اسم آدم نیز شناخته می شود. این منطقه یک شهرک اسرائیلی در کرانه باختری رود اردن است که بر روی زمین های گرفته شده از روستای فلسطینی ، جبع درست شده است. این شهرک به عنوان یک شهرک اجتماعی تنظیم شده است و تحت صلاحیت شورای منطقه ای مته بنیامین می باشد.
جامعه بین‌المللی شهرک‌سازی‌های اسرائیل در کرانه باختری را طبق قوانین بین‌المللی غیرقانونی به رسمیت می شناسد، ولی حکومت اسرائیل با این موضوع جوامع بین الملل مخالفت می کند. 

## ریشه‌شناسی
نام گوا بنیامین از یک سایت همنام کتاب مقدس - گبا از بنیامین گرفته شده است - که بر این باور می باشند که در اطراف همان محل واقع شده بود. طبق پژوهش های معاصر، جبای بنیامین در روستایی در حومه جباء قرار داشته که نام کتاب مقدس را تا کنون حفظ نموده است.